# Joel Lynch
Pour les articles homonymes, voir Lynch.
Joel John Lynch (né à Eastbourne le 3 octobre 1987) est un footballeur anglais d'origine galloise évoluant au poste de défenseur au Crawley Town.

## Biographie

### Carrière en club
Le 29 juin 2016, il rejoint les Queens Park Rangers.
Le 7 septembre 2021, il rejoint Crawley Town.

### Carrière internationale
Le 18 mai 2012, Joel Lynch est appelé pour la première fois en équipe du pays de Galles de football par le sélectionneur Chris Coleman afin d'affronter le Mexique. Sa sélection est rendue possible par le fait que son père est natif de Barry, au pays de Galles.

## Statistiques
| Saison                | Club                   | Championnat           | Championnat | Championnat | Coupe(s) nationale(s) | Coupe(s) nationale(s) | Compétition(s) continentale(s) | Compétition(s) continentale(s) | Compétition(s) continentale(s) | Pays de Galles | Pays de Galles | Total | Total |
| Saison                | Club                   | Division              | M.          | B.          | M.                    | B.                    | Comp.                          | M.                             | B.                             | M.             | B.             | M.    | B.    |
| 2005 - 2006           | Brighton & Hove Albion | Championship          | 16          | 1           | -                     | -                     | -                              | -                              | -                              | -              | -              | 16    | 1     |
| 2006 - 2007           | Brighton & Hove Albion | League One            | 39          | 0           | 9                     | 0                     | -                              | -                              | -                              | -              | -              | 48    | 0     |
| 2007 - 2008           | Brighton & Hove Albion | League One            | 22          | 1           | 6                     | 0                     | -                              | -                              | -                              | -              | -              | 28    | 1     |
| 2008 - 2009           | Brighton & Hove Albion | League One            | 2           | 0           | 1                     | 0                     | -                              | -                              | -                              | -              | -              | 3     | 0     |
| Sous-total            | Sous-total             | Sous-total            | 79          | 2           | 16                    | 0                     | -                              | 0                              | 0                              | 0              | 0              | 95    | 2     |
| 2008 - 2009           | Nottingham Forest      | Championship          | 23          | 0           | 1                     | 0                     | -                              | -                              | -                              | -              | -              | 24    | 0     |
| 2009 - 2010           | Nottingham Forest      | Championship          | 10          | 0           | 2                     | 0                     | -                              | -                              | -                              | -              | -              | 12    | 0     |
| 2010 - 2011           | Nottingham Forest      | Championship          | 12          | 0           | 3                     | 0                     | -                              | -                              | -                              | -              | -              | 15    | 0     |
| 2011 - 2012           | Nottingham Forest      | Championship          | 35          | 3           | 4                     | 0                     | -                              | -                              | -                              | 1              | 0              | 40    | 3     |
| Sous-total            | Sous-total             | Sous-total            | 80          | 3           | 10                    | 0                     | -                              | 0                              | 0                              | 1              | 0              | 91    | 3     |
| 2012 - 2013           | Huddersfield Town      | Championship          | 19          | 1           | -                     | -                     | -                              | -                              | -                              | -              | -              | 19    | 1     |
| Sous-total            | Sous-total             | Sous-total            | 19          | 1           | 0                     | 0                     | -                              | 0                              | 0                              | 1              | 0              | 20    | 1     |
| Total sur la carrière | Total sur la carrière  | Total sur la carrière | 178         | 6           | 26                    | 0                     | -                              | 0                              | 0                              | 1              | 0              | 205   | 6     |